# Cymdeithas yr Iaith
Cymdeithas yr Iaith Gymraeg ('Associació per a la Llengua Gal·lesa', sovint abreviada a "Cymdeithas" o "Cymdeithas yr Iaith") és un grup de pressió de Gal·les que lluita per al futur de la llengua gal·lesa.
L'Associació s'establí el 4 d'agost del 1962 a Pontarddulais (Sir Forgannwg). S'inspirà almenys parcialment en el Programa de Ràdio Anual de la BBC Gal·les d'aquell any de Saunders Lewis, titulat Tynged yr iaith (el destí de la llengua). Cymdeithas yr Iaith creu en l'acció no violenta i en el transcurs de llurs campanyes cap a mil persones han anat als tribunals per la seva participació en diverses campanyes, molts condemnats a la presó. Aquestes campanyes han resultat en molts guanys per a la llengua, com per exemple dues lleis per a la llengua gal·lesa, senyalització viària bilingüe, i la creació de S4C, el canal de televisió en llengua gal·lesa.
"Cymdeithas" és un moviment totalment dependent dels seus membres i persones que li donen suport. Tres membres hi treballen a horari complet, a la seva seu a Aberystwyth.
Segons el cens de l'any 1991, el 18,7% dels gal·lesos parla gal·lès. Aquest tant per cent varia segons el municipi: el 67,3% dels habitants de Gwynedd parlen gal·lès, mentre que només el 2,3% el parlen a Sir Fynwy. Tanmateix, altres estudis han precisat que el percentatge de gent que el parla a Gal·les, amb un cert nivell de fluència, ronda al voltant del 24%. El gal·lès també es parla a la Patagònia, Argentina.

## Cens del2001
Les xifres de gal·lesoparlants pujaren per primer cop al cens del 2001 fins a un 21% de la població, sobretot a causa de la popularitat de les escoles d'ensenyament en gal·lès i el gran nombre d'adults que aprenen la llengua. Tanmateix, el gal·lès encara disminueix com a llengua de comunitat amb només un 3% de nens gal·lesos nascuts a famílies on tots dos pares són gal·lesoparlants.

## Cymdeithas yr Iaith Gymraeg avui
Cymdeithas yr Iaith Gymraeg fan campanya per a la llengua en molts camps: l'educació, mitjans i cultura, planificació, i autoritats locals. Actualment reclamen una nova Llei Lingüística del Gal·lès que contempli tots els camps ignorats a la llei anterior, del 1993: per exemple, les telecomunicacions o el sector privat. La societat exerceix un fort paper en l'"acció directa passiva", semblant al moviment de resistència de Mohandas Gandhi. Els membres sovint trenquen les normes amb aquestes accions de protesta directa, pintant finestres i altres danys menors. Les accions dels membres són completament voluntàries. La societat realitza accions determinades contra el que veuen com una amenaça de les organitzacions no bilingües contra la llengua i cultura de Gal·les.

## El gal·lès com a llengua oficial de Gal·les
El gal·lès no és actualment la llengua oficial de Gal·les, segons l'opinió de Cymdeithas yr Iaith. La Llei de la Llengua Gal·lesa del 1993 declara que el gal·lès ha de tenir els mateixos drets que l'anglès. Tanmateix, Cymdeithas yr Iaith afirma que aquesta declaració és molt menys del que cal, i proposen la declaració oficial del gal·lès i l'anglès com a llengües de Gal·les. La manca d'estatus oficial significa que la llengua gal·lesa no pot accedir a moltes ajudes europees.
Les campanyes més importants es poden dividir en quatre grans àrees: 
Cymru 2020 (Gal·les 2020)
Aquesta campanya pretén assegurar el futur de la llengua fins a l'any 2020 i evitar qualsevol crisi on la llengua pugui retrocedir.
Grwp Deddf Iaith Newydd (Grup de la Nova Llei de la Llengua Gal·lesa)
Aquesta campanya reclama una nova llei de la llengua gal·lesa. La llei actual no inclou camps com el sector privat o el món organitzatiu, i aquests sectors representen camps principals de la comunicació social a Gal·les.
Grwp Deddf Eiddo (Grup de la Llei de la Propietat)
La llei de la propietat reclama el reconeixement de les comunitats de parla gal·lesa amb relació a la possessió de propietats.
Grwp Addysg (Grup d'Educació)
L'educació en llengua gal·lesa és possible en moltes zones de Gal·les a l'ensenyament primari i secundari. Aquest grup demana millores i també expansions massives de l'educació de Batxillerat i d'estudis universitaris en gal·lès. Tanmateix, el govern gal·lès ha ignorat aquestes reivindicacions, així com el Parlament Britànic.